# Kathrin Menzinger

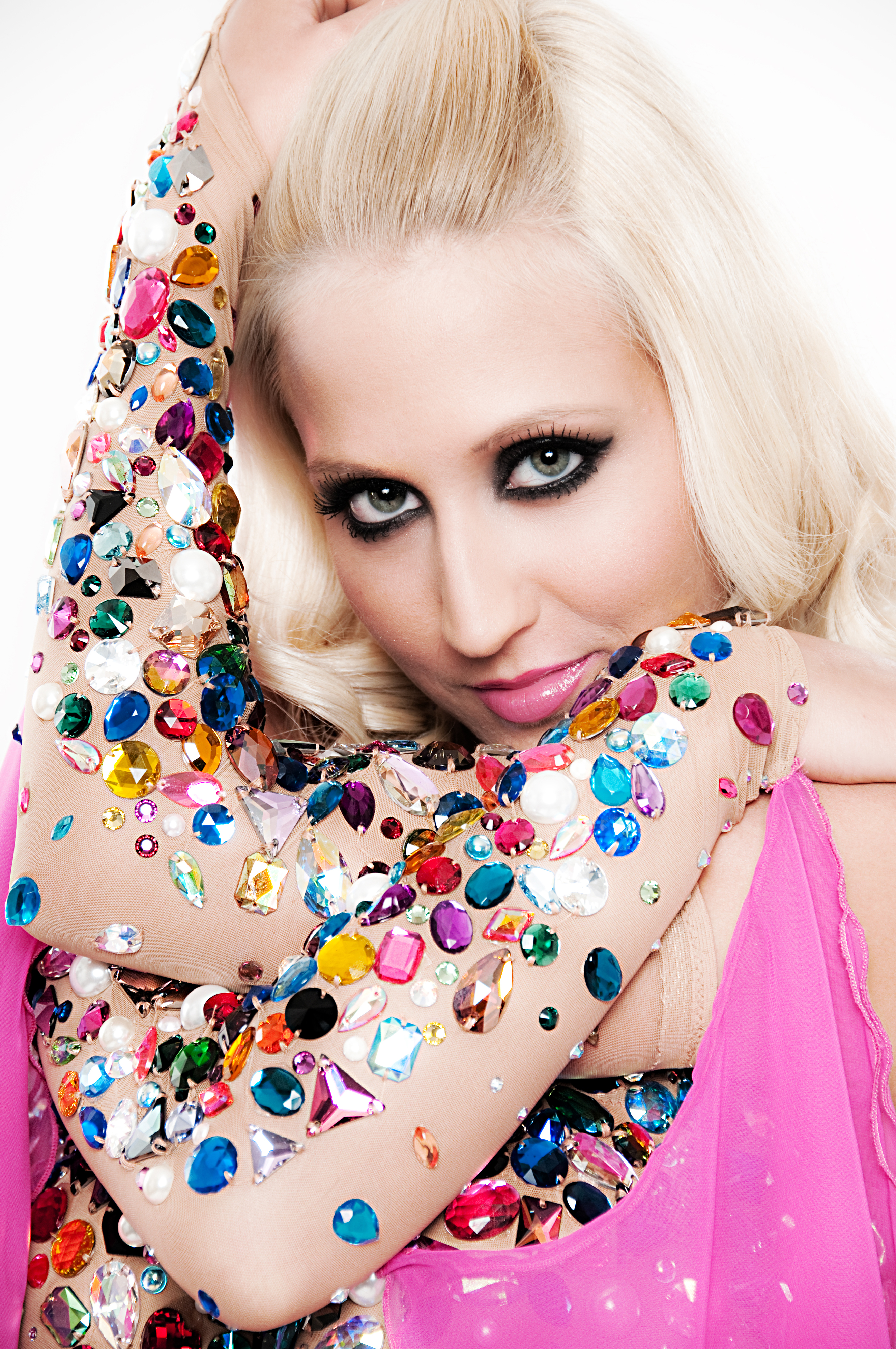
Kathrin Menzinger (2011)

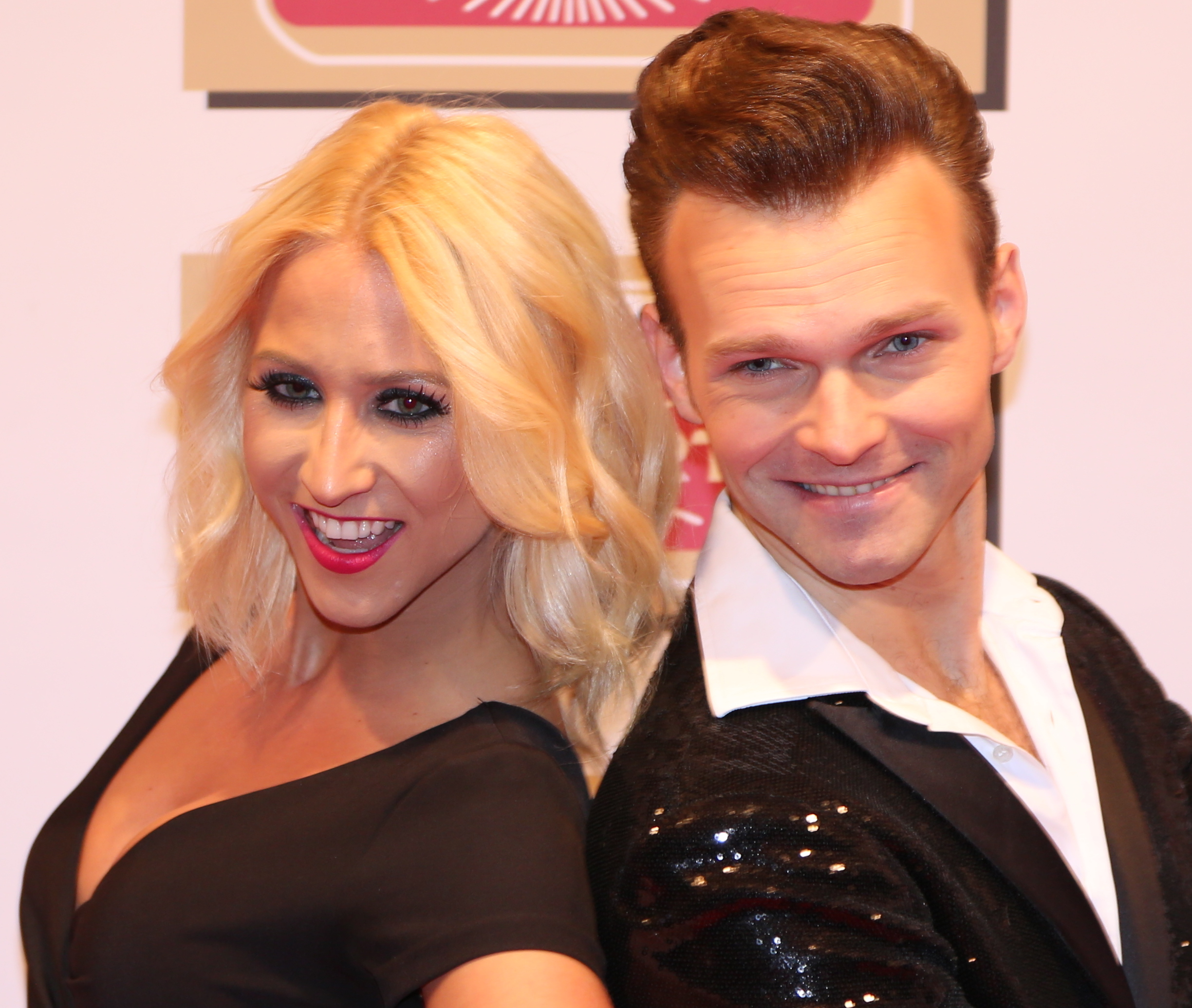
Kathrin Menzinger und Vadim Garbuzov (2017)

Kathrin Menzinger (* 24. September 1988 in Wien) ist eine österreichische Tänzerin. Die Weltmeisterin der WDSF Professional Division in den Kategorien Showdance Latein und Showdance Standard wurde durch die Fernsehshows Dancing Stars und Let’s Dance bekannt.

## Leben
Kathrin Menzinger begann im Alter von sechs Jahren gemeinsam mit ihrem Bruder Patrick mit dem Turniertanzsport und konnte bis 2004 mehrere österreichische Schüler- und Jugendmeistertitel in den lateinamerikanischen Tänzen erringen und Österreich bei insgesamt sieben Junioren- und Jugendweltmeisterschaften der World Dance Sport Federation (WDSF) vertreten. 2002 erreichte sie im Alter von 13 Jahren als jüngste Tänzerin das Finale der Staatsmeisterschaft Latein in der allgemeinen Klasse und wurde somit jüngstes Mitglied der Nationalmannschaft. 2004 errang sie den Vize-Staatsmeistertitel in der Kombination über zehn Tänze.
Ab 2004 erreichte sie mit ihrem neuen Partner Vadim Garbuzov auch international Erfolge. 2005 konnten sie das Finale der Jugend-WM über zehn Tänze in Antwerpen erreichen. Im folgenden Jahr gelang ihnen der Gewinn des österreichischen Staatsmeistertitels in dieser Disziplin, 2006 erreichten sie bei der WM über zehn Tänze in Moskau das Semifinale. Nach einer verletzungsbedingten Pause in den Jahren 2007 und 2008 schloss sie 2010 mit dem 4. Platz beim Europacup in der Kombination wieder an alte tanzsportliche Erfolge an.
2012 begann sie neben Standard und Latein mit Kür- oder Showdance und gewann im selben Jahr die Österreichische Meisterschaft in dieser Disziplin, ebenso 2013. Auch international erreichte sie bereits bei ihrem ersten Antreten bei einer Showdance-WM das Finale im Standard-Showdance in Peking 2012. Im Jahr 2013 gelang ihr das in der Standard- und Lateindisziplin mit dem 5. und 6. Platz, ebenfalls bei der WDSF-Showdance-WM in Peking 2013. Im selben Jahr fanden in Kaoshiung auf Taiwan die ersten World Dancesport Games der WDSF statt, bei denen sie den 4. und 5. Platz im Finale der Showdance-Wettbewerbe belegte.
Österreichweit bekannt wurde sie 2011 durch die Teilnahme an der ORF-Produktion Dancing Stars, in der sie die Profi-Partnerin von Dieter Chmelar war. Im Sommer 2011 wirkte sie gemeinsam mit ihrem Partner bei der ebenfalls vom ORF produzierten Starnacht am Wörthersee als Showact mit. Auch 2012 gehörte sie zum Team der Profi-Tänzer von Dancing Stars, wo sie mit dem österreichischen Schauspieler David Heissig ein Tanzpaar bildete und die 4. Runde erreichte. In diesem Jahr begann sie auch mit ihrer Choreographietätigkeit im Filmhof Wein4tel in Asparn an der Zaya und im Wiener Metropol, gemeinsam mit ihrem Tanzpartner Vadim Garbuzov zeichnete sie für die Choreographie für das Musical Die Zähmung des Widerspenstigen unter der Regie von Vicky Schubert, frei nach Shakespeare, verantwortlich. Von 2012 bis 2016 war sie als Heeressportlerin beim Österreichischen Bundesheer im Bundessportzentrum Südstadt beschäftigt.
2013 belegte sie bei Dancing Stars mit ihrem Partner, dem Musical-Star Lukas Perman, den 3. Platz. Im Sommer 2013 war sie für die Choreographie der weltweiten Musical-Uraufführung Der Hofnarr (nach dem Danny-Kaye-Film The Court Jester) für das Wiener Metropol und den Filmhof Wein4tel verantwortlich. Beim Neujahrskonzert der Wiener Philharmoniker 2014 tanzte sie mit Garbuzov im Wiener Musikverein bei der ORF-Übertragung einen Wiener Walzer zu An der schönen blauen Donau nach eigener Choreographie.
2014 belegte sie mit dem Ex-Skispringer und Weltcupsieger Hubert Neuper bei der 9. Staffel von Dancing Stars wie im Vorjahr den 3. Platz. Bei der Europameisterschaft im Showdance Standard der WDSF im Wiener Rathaus errang sie gemeinsam mit ihrem Tanzpartner Garbuzov den Vize-Europameistertitel für Österreich, im Oktober folgte der Vize-Weltmeistertitel im Showdance Latein. Anfang November gewann sie ihren ersten internationalen Titel mit der Goldmedaille bei der Europameisterschaft im Showdance Latein in Dresden, gefolgt von ihrem zweiten Vize-Weltmeistertitel, diesmal in der Showdance-Standard-Sektion. Im Juni 2015 wurde sie mit Garbuzov Weltmeister der WDSF Professional Division in der Kategorie Showdance Latein.
Im November wurden Menzinger und Garbuzov bei der WM der Profis im Showdance Standard erneut Weltmeister. Im Mai 2016 gewann sie mit ihrem Partner Garbuzov den European Dance Award in Baden-Baden, eine Veranstaltung, bei der jährlich der beste Showact des Jahres genreübergreifend ausgezeichnet wird. Im Juni folgte der Gewinn des Europameistertitels im Showdance Standard in Wien, gefolgt vom Europameistertitel im Showdance Latein im September in Sibiu in Rumänien. Im November erhielt das Paar den 3. Weltmeistertitel, diesmal im Showdance Latein. Im April 2017 verteidigte sie ihren Weltmeistertitel im Showdance Latein im Rahmen des Vienna Dance Concourse, im Dezember errang sie ihren 5. Weltmeistertitel, wieder im Showdance Standard.
Gemeinsam mit ihren Eltern betreibt sie das Doubledance-Studio in Franzensdorf in Niederösterreich. Mit ihrem Tanzpartner Vadim Garbuzov war sie bis 2015 liiert, seit 2019 führt sie eine Beziehung mit Maximilian Kumptner.
Im Jahr 2021 veröffentlichte sie gemeinsam mit Vadim Garbuzov ein von Urban Tree Media produziertes Tanzvideo zu dem Song Wenn ich wieder falle von Nico Gomez.
Vom 8. Dezember 2022 bis zum 8. Januar 2023 trat Menzinger mit ihrem Let’s-Dance-Partner der 15. Staffel René Casselly im Weltweihnachtscircus in Stuttgart auf.
Am 17. März 2023 wirkte Kathrin Menzinger als Gastjurorin in der 3. Show der Dancing Stars Staffel 2023 mit. Im März 2025 unterlag sie im Finale der Spielshow Eltons 12 Rúrik Gíslason.
Teilnahme an Let’s Dance
2015 nahm sie erstmals an der RTL-Show Let’s Dance teil und gewann mit ihrem Tanzpartner, dem ehemaligen Fußballspieler Hans Sarpei. 2016 schied sie mit dem Moderator Ulli Potofski in der ersten Runde aus; das Tanzpaar kehrte in der dritten Folge aufgrund des verletzungsbedingten Ausscheidens von Franziska Traub zurück und schaffte es bis in Runde 9. Auch in den Folgejahren nahm sie an Let’s Dance teil; 2020 erreichte sie mit dem Schauspieler Tijan Njie das Halbfinale und 2022 gewann sie Let’s Dance erneut, diesmal mit dem Zirkusartisten und Ninja-Warrior-Athleten René Casselly. Mit Abdelkarim schaffte sie es im Folgejahr auf den 13. Platz. Im Ableger Die große Profi-Challenge erreichte sie zudem mit ihren Tanzpartnern dreimal den zweiten Platz.

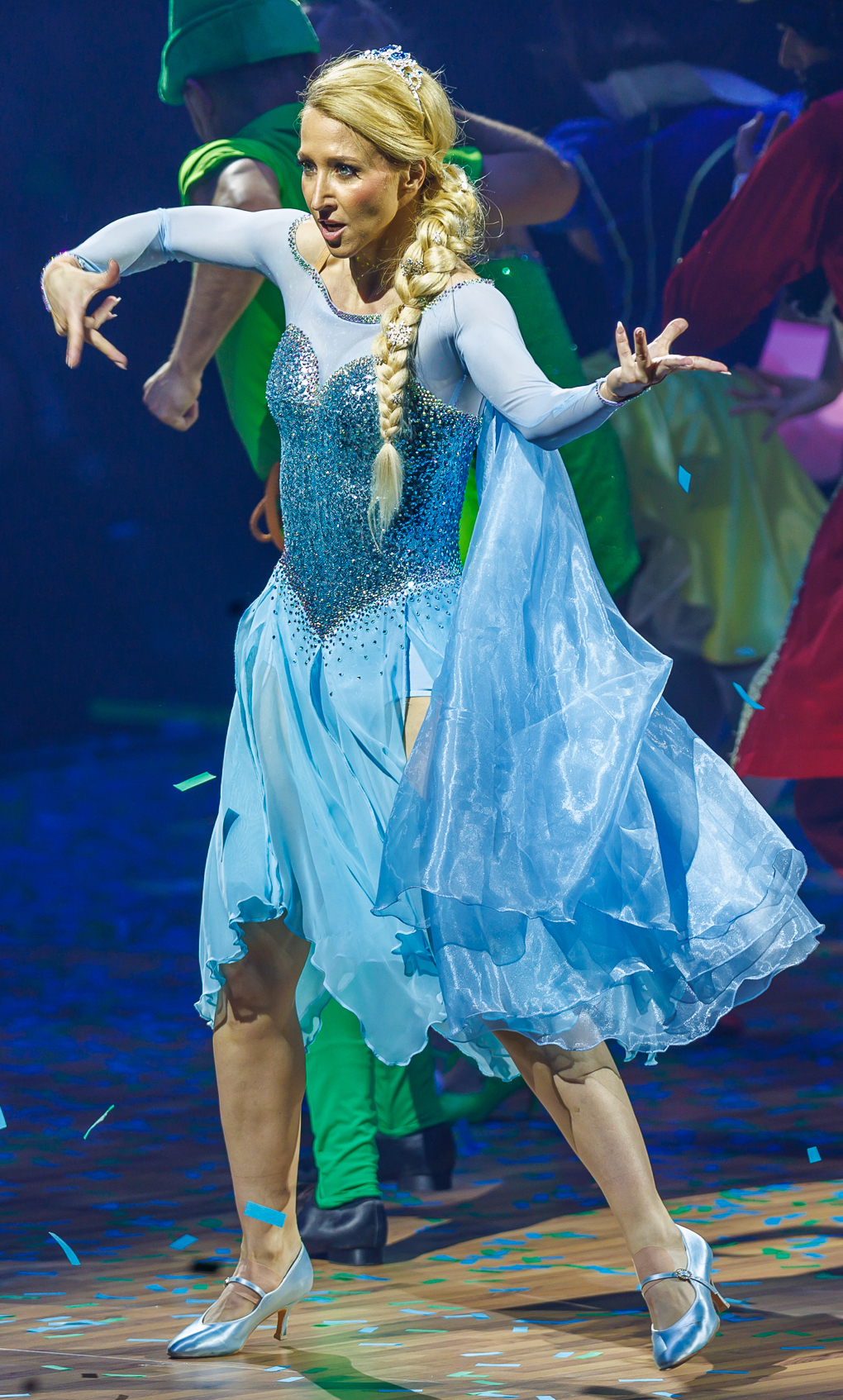
Kathrin Menzinger (2024)

| Staffel (Jahr) | Partner        | Platzierung |
| -------------- | -------------- | ----------- |
| 08 (2015)      | Hans Sarpei    | 01.         |
| 09 (2016)      | Ulli Potofski  | 06.         |
| 10 (2017)      | Heinrich Popow | 06.         |
| 11 (2018)      | Heiko Lochmann | 12.         |
| 12 (2019)      | Thomas Rath    | 11.         |
| 13 (2020)      | Tijan Njie     | 04.         |
| 14 (2021)      | Kai Ebel       | 11.         |
| 15 (2022)      | René Casselly  | 01.         |
| 16 (2023)      | Abdelkarim     | 13.         |
| 17 (2024)      | Mark Keller    | 06.         |
| 18 (2025)      | Roland Trettl  | 13.         |

## Erfolge
- Dreimalige österreichische Schülermeisterin Latein 1999–2002
- Dreimalige österreichische Jugendmeisterin Latein, Standard 2004–2005
- Jugend-WM-Finalistin Kombination 2005
- Österreichische Staatsmeisterin in der Kombination 2006
- Österreichische Vize-Staatsmeisterin in der Kombination 2004, 2005, 2009, 2010, 2012, 2013
- Österreichische Vize-Staatsmeisterin Standard 2012, 2013
- Finalistin der österreichischen Staatsmeisterschaften Kombination 2002, 2003
- Finalistin der österreichischen Staatsmeisterschaften Latein 2002, 2004, 2005, 2010, 2011, 2012, 2013
- Finalistin der österreichischen Staatsmeisterschaften Standard 2005, 2006, 2009, 2010, 2011, 2012, 2013
- WM-Semifinalistin in der Kombination 2006
- Drei Siege bei WDSF-Weltranglistenturnieren 2005–2010
- Vierter Platz beim Europacup in der Kombination 2010
- Österreichische Meisterin im Kürtanzsport 2012, 2013
- WM-Finalistin Showdance Latein 2012, 2013
- WM-Finalistin Showdance Standard 2013
- Vierter und fünfter Platz im Finale der WorldDanceSportGames Kaoshiung 2013 im Showdance Standard und Latein
- Sieg bei der Wiener-Walzer-Konkurrenz im Rahmen der AOC
- Vierter Platz WM im Showdance Standard, Professional Division 2013
- Vize-Europameisterin bei der EM im Showtanz Standard, Professional Division 2014
- Europameisterin bei der EM im Showtanz Latein, Professional Division 2014
- Vize-Weltmeisterin WM Showdance Latein 2014
- Vize-Weltmeisterin WM Showdance Standard 2014
- Let’s-Dance-Gewinnerin 2015 (mit Hans Sarpei) und 2022 (mit René Casselly)
- Weltmeisterin Showdance Latein 2015[3]
- Weltmeisterin Showdance Standard 2015[4]
- Europameisterin Showdance Standard 2016
- Europameisterin Showdance Latein 2016
- Weltmeisterin Showdance Latein 2016[8]
- Weltmeisterin Showdance Latein 2017
- Weltmeisterin Showdance Standard 2017
- Vize-Weltmeisterin Showdance Latein 2018, WDC
- Vize-Weltmeisterin Showdance Standard 2019, WDC
- Vize-Weltmeisterin Showdance Latein 2022

## Publikationen
- 2021: Let’s bake! Meine liebsten Weihnachtsplätzchen, ausgezeichnet mit dem Deutschen Kochbuchpreis Gold 2021, Tre Torri Verlag, Wiesbaden 2021, ISBN 978-3-96033-125-4.